# FreshDirect

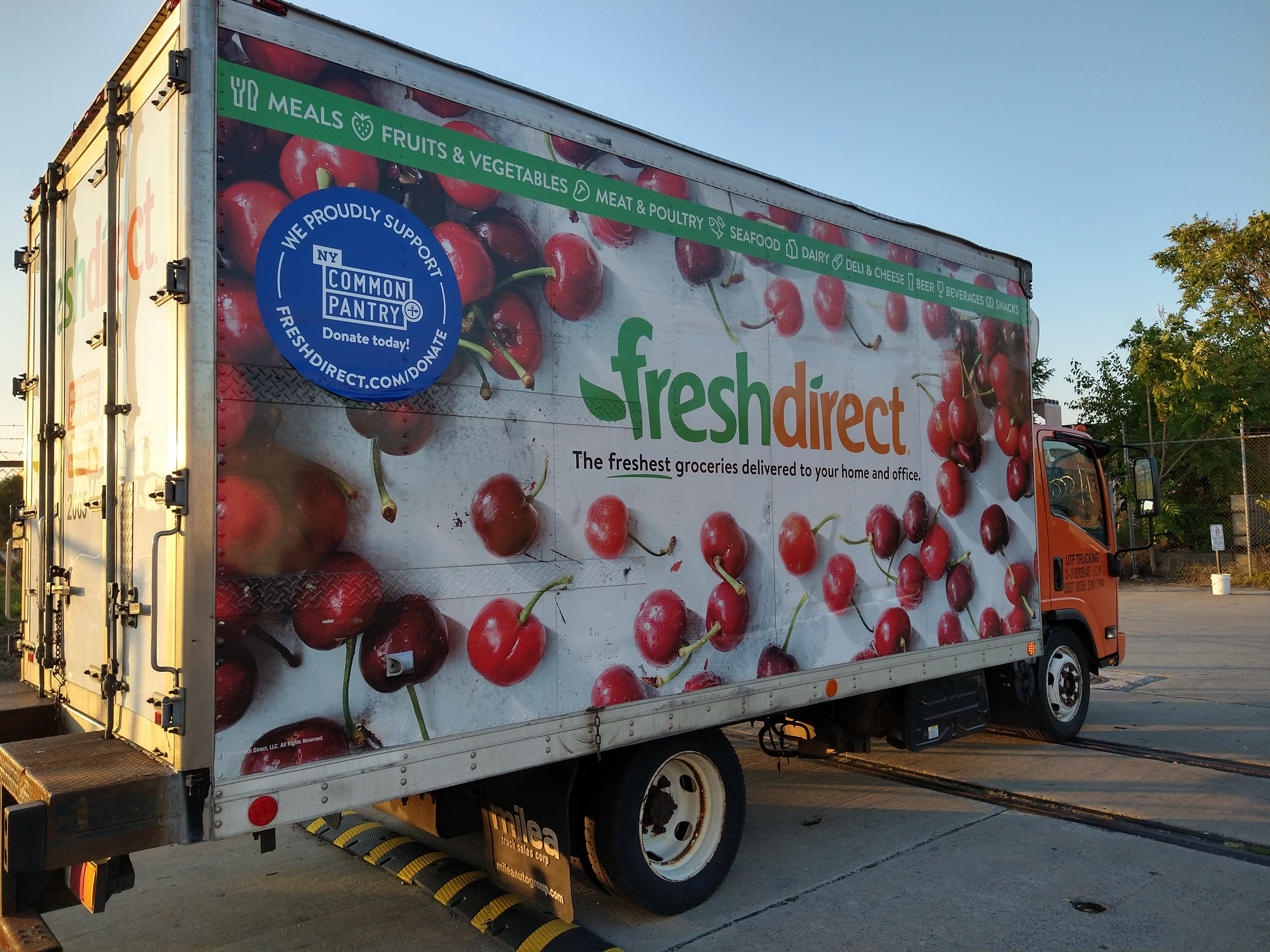
Camion de FreshDirect

FreshDirect est un cybermarché alimentaire américain couvrant la zone métropolitaine de la ville de New York. Sa zone de livraison couvre le borough de Manhattan, certaines zones de Brooklyn, du Queens, du Bronx et de Staten Island, ainsi des comtés de Nassau, Westchester et Fairfield. La société a été fondée en 2002 par Joe Fedele et Jason Ackerman, deux investisseurs spécialisés dans la grande distribution.

## Sources
- (en) Cet article est partiellement ou en totalité issu de l’article de Wikipédia en anglais intitulé « FreshDirect » (voir la liste des auteurs).